# Топар (Балхаський район)
Топа́р (каз. Топар) — село у складі Балхаського району Алматинської області Казахстану. Адміністративний центр та єдиний населений пункт Топарського сільського округу.
Населення — 1164 особи (2021; 1305 у 2009, 1327 у 1999, 1510 у 1989).